# Relaciones entre México y Togo
Las naciones de México y Togo establecieron relaciones diplomáticas en 1975. Ambas naciones son miembros de las Naciones Unidas.

## Historia
México y Togo establecieron relaciones diplomáticas el 29 de octubre de 1975. Desde el establecimiento de relaciones, las relaciones diplomáticas entre ambas naciones se han desarrollado a través de coincidencias en foros multilaterales. No se cuenta acuerdos firmados entre los países y la cooperación que se estableció es mediante el ofrecimiento anual de una beca, por parte del gobierno de México, para que nacionales de Togo realicen estudios de posgrado en alguna institución mexicana.
En marzo de 2002, el Primer Ministro togolés, Agbéyomé Kodjo, realizó una visita a México para asistir al Consenso de Monterrey que se celebró en la ciudad mexicana de Monterrey.

## Misiones Diplomáticas
- México está acreditado ante Togo a través de su embajada en Abuya, Nigeria.[3]
- Togo está acreditado ante México a través de su embajada en Washington D. C., Estados Unidos.[4]